# Louis Louvet
Louis Louvet (Chalon-sur-Saône, 12 juli 1997) is een Frans voormalig wielrenner. Zijn broer Germain Louvet is een balletdanser bij het Parijse Operaballet.

## Carrière
In 2014 werd hij vierde op het Frans kampioenschap op de weg voor junioren. Het jaar erop werd hij nationaal kampioen tijdrijden bij de junioren. Hij nam ook deel aan het EK en WK zonder succes. Hij kende ook zijn eerste successen met ritwinsten en eindoverwinningen in kleine Franse meerdaagse koersen. In 2016 kon hij de Chrono des Nations voor beloften winnen, het jaar erop werd hij derde. In 2019 kende hij zijn meest succesvolle jaar met meerdere etappezeges en eindwinsten in kleine Franse rittenwedstrijden. Hij kreeg het seizoen erop de kans bij het continentale Saint Michel-Auber 93 waar hij twee seizoen als prof voor reed. In 2022 ging hij terug naar het amateurniveau en besloot in maart om te stoppen met competitief rijden, hij weet het aan een gebrek aan motivatie om door te blijven gaan.

## Erelijst
2014
- Tour du Bourbonnais Charolais

2015
- Frans kampioen tijdrijden, junioren
- 1e etappe Tour du Canton d'Aurignac
- Eindklassement Tour du Canton d'Aurignac
- 2e etappe Tour de la Vallée de la Trambouze (ITT)
- Eindklassement Tour de la Vallée de la Trambouze
- 2e etappe Tour du Pays d'Olliergues (ITT)

2016
- Chrono des Nations U23

2017
- Eind- en Jongerenklassement Tour de Moselle

2018
- 3e etappe Tour du Loiret (ITT)

2019
- 3e etappe Tour du Beaujolais
- Eind- en Jongerenklassement Tour du Beaujolais
- Eind- en Jongerenklassement Boucle de l'Artois
- Jongerenklassement Kreiz Breizh Elites
- Jongerenklassement Tour de la Mirabelle

## Ploegen
- 2020 –  Saint Michel-Auber 93
- 2021 –  Saint Michel-Auber 93